# Joey Antonioli
Joey Antonioli (Woerden, Países Bajos, 15 de diciembre de 2003) es un futbolista neerlandés que juega como centrocampista en el F. C. Twente de la Eredivisie.

## Vida personal
Es descendiente de italianos por vía paterna.

## Estadísticas

### Clubes
Actualizado al último partido disputado el 6 de octubre de 2023.
| Club                          | Div.          | Temporada     | Liga  | Liga  | Copas nacionales | Copas nacionales | Copas internacionales | Copas internacionales | Total | Total |
| Club                          | Div.          | Temporada     | Part. | Goles | Part.            | Goles            | Part.                 | Goles                 | Part. | Goles |
| ----------------------------- | ------------- | ------------- | ----- | ----- | ---------------- | ---------------- | --------------------- | --------------------- | ----- | ----- |
| F. C. Volendam · Países Bajos | 2.ª           | 2020-21       | 2     | 0     | 0                | 0                | —                     | —                     | 2     | 0     |
| F. C. Volendam · Países Bajos | 2.ª           | 2021-22       | 6     | 0     | 1                | 0                | —                     | —                     | 7     | 0     |
| F. C. Volendam · Países Bajos | 1.ª           | 2022-23       | 1     | 0     | 2                | 0                | —                     | —                     | 3     | 0     |
| F. C. Volendam · Países Bajos | 1.ª           | 2023-24       | 3     | 0     | 0                | 0                | —                     | —                     | 3     | 0     |
| F. C. Volendam · Países Bajos | Total club    | Total club    | 12    | 0     | 3                | 0                | 0                     | 0                     | 15    | 0     |
| Total carrera                 | Total carrera | Total carrera | 12    | 0     | 3                | 0                | 0                     | 0                     | 15    | 0     |